# Virginia Admiral
Virginia Holton Admiral, verheiratete Virginia De Niro (* 4. Februar 1915 in The Dalles, Oregon; † 27. Juli 2000 in New York City, New York) war eine US-amerikanische Malerin und Dichterin.

## Leben
Admiral wurde 1915 in Oregon als Tochter von Alice Caroline (geborene Groman) und Donald Admiral geboren.
Sie studierte an der University of California, wo sie insbesondere durch ihr Engagement in linken Studentengruppen auffiel, und später am Art Institute of Chicago bei Hans Hofmann. Während ihrer Tätigkeit für das Federal Art Project im kalifornischen Oakland knüpfte sie ab 1938 enge Kontakte zur Dichterszene von San Francisco. Mit dem Dichter Robert Duncan gab sie kurzzeitig das Literaturmagazin Epitaph heraus.
Über Duncan kam Admiral mit der Schriftstellerin Anaïs Nin in Kontakt, die sie stark beeinflusste und für die sie zeitweise als Schreibkraft arbeitete. Ab 1940/41 studierte Admiral an der New Yorker Hofmann School Malerei. Dort lernte sie den Maler Robert De Niro, Sr. kennen. Aus der 1942 geschlossenen Ehe mit De Niro ging 1943 der Sohn Robert De Niro hervor. 1945 wurde die Ehe geschieden. In dem 2014 veröffentlichten HBO-Dokumentarfilm Remembering the Artist Robert De Niro Sr. zitiert sein Sohn umfangreich aus den persönlichen Unterlagen seines Vaters, aus denen unter anderem hervorgeht, dass De Niro Sr. seine Frau verließ, weil er sich seiner Homosexualität bewusst wurde.
Im Springs Salon for Young Artists an der Peggy Guggenheim's Art of This Century Gallery in Manhattan konnte Admiral 1942 erstmals ihre Werke ausstellen; 1946 hatte sie an gleicher Stelle eine Solo-Ausstellung. Ihre Werke befinden sich in der permanenten Sammlung des Metropolitan Museum of Art, des Museum of Modern Art in New York und der Peggy Guggenheim Collection in Venedig.
Admiral starb im Alter von 85 Jahren in New York City. Sie hinterließ ihren Sohn, ihre jüngere Schwester Eleanor und fünf Enkelkinder.